# Medida de irracionalidad
Una medida de irracionalidad de un número real {\displaystyle \alpha } es una medida de qué tan cerca los números racionales pueden aproximarse a dicho número.

## Exponente de irracionalidad
El exponente de irracionalidad o medida de irracionalidad de Liouville-Roth es un concepto relacionado con el de los números de Liouville. Considere la siguiente desigualdad:
{\displaystyle 0<\left|\alpha -{\frac {p}{q}}\right|<{\frac {1}{q^{\mu }}}}
Defina {\displaystyle M} como el conjunto de los números {\displaystyle \mu }, para que existen un número infinito de soluciones {\displaystyle p/q\in \mathbb {Q} } a dicha desigualdad. El exponente de irracionalidad {\displaystyle \mu (\alpha )} se define como el supremo del conjunto {\displaystyle M}. Para cualquier valor {\displaystyle n<\mu (\alpha )}, la desigualdad tiene un número infinito de soluciones. Por el contrario, si {\displaystyle n>\mu (\alpha )}, hay como máximo un número finito de soluciones.
Los números racionales tienen exponente de irracionalidad 1, mientras que (como consecuencia del teorema de aproximación de Dirichlet) todo número irracional tiene exponente de irracionalidad al menos 2.
Por otra parte casi todos los números, incluidos todos los números algebraicos, tienen un exponente de irracionalidad igual a 2. : 246 
Un número {\displaystyle \alpha \in \mathbb {R} } con exponente de irracionalidad {\displaystyle \mu (\alpha )\leq 2} se llama número diofántico, mientras que los números con {\displaystyle \mu (\alpha )=\infty } se llaman números de Liouville.
Es {\displaystyle \mu (\alpha )=\mu (r\alpha +s)} para números reales {\displaystyle \alpha } y números racionales {\displaystyle r\neq 0} y {\displaystyle s} .
Si un número real {\displaystyle \alpha } se da por su fracción continua simple {\displaystyle \alpha =[a_{0};a_{1},a_{2},...]} con convergentes {\displaystyle p_{i}/q_{i}}, el exponente de irracionalidad es:
{\displaystyle \mu (\alpha )=1+\limsup _{n\to \infty }{\frac {\ln q_{n+1}}{\ln q_{n}}}=2+\limsup _{n\to \infty }{\frac {\ln a_{n+1}}{\ln q_{n}}}} .
Para muchos números trascendentes, el valor exacto de su exponente de irracionalidad no es conocido.
| Número {\displaystyle x}                      | Exponente de irracionalidad | Exponente de irracionalidad | Notas |
| Número {\displaystyle x}                      | Límite inferior             | Límite superior             | Notas |
| --------------------------------------------- | --------------------------- | --------------------------- | --- |
| Número racional                               | 1                           | 1                           | Los números racionales tienen exponente de irracionalidad 1.                                                  |
| Número algebraico y irracional                | 2                           | 2                           | Los números algebraicos e irracionales como {\displaystyle {\sqrt {2}}} tienen exponente de irracionalidad 2. |
| Número e                                      | 2                           | 2                           | {\displaystyle e=[2;1,2,1,1,4,1,1,6,1,1,...]}                                                                 |
| {\displaystyle \ln(2)}                        | 2                           | 3.57455...                  | Véase: logaritmo natural                                                                                      |
| {\displaystyle \ln(3)}                        | 2                           | 5.11620...                  | Véase: logaritmo natural                                                                                      |
| {\displaystyle \pi }                          | 2                           | 7.10320...                  | Véase: Número {\displaystyle \pi }                                                                            |
| {\displaystyle \pi ^{2}}                      | 2                           | 5.09541...                  | Véase: Número {\displaystyle \pi }                                                                            |
| {\displaystyle {\text{arctg}}(1/2)}           | 2                           | 9.27204...                  | Véase: arcotangente                                                                                           |
| {\displaystyle {\text{arctg}}(1/3)}           | 2                           | 5.94202...                  | Véase: arcotangente                                                                                           |
| Constante de Apéry {\displaystyle \zeta (3)}  | 2                           | 5.51389...                  | |
| Constante de Cahen {\displaystyle C}          | 3                           | 3                           | |
| Número de Champernowne {\displaystyle C_{10}} | 10                          | 10                          | |
| Número de Liouville {\displaystyle L}         | {\displaystyle \infty }     | {\displaystyle \infty }     | Los números de Liouville tienen exponente de irracionalidad infinito.                                         |

## Base de irracionalidad
La base de irracionalidad o medida de irracionalidad de Sondow es una medida de irracionalidad más débil. Puede distinguir entre diferentes números de Liouville, pero produce {\displaystyle \beta (\alpha )=1} para todos los demás números reales:
Considere la siguiente desigualdad:
{\displaystyle \left|\alpha -{\frac {p}{q}}\right|>{\frac {1}{(\beta +\varepsilon )^{q}}}}
Defina {\displaystyle M'} como el conjunto de los números {\displaystyle \beta }, para que existen un número infinito de soluciones {\displaystyle p/q\in \mathbb {Q} } a dicha desigualdad. La base de irracionalidad {\displaystyle \beta (\alpha )} se define como el supremo del conjunto {\displaystyle M'}.
Si no existe una {\displaystyle \beta } así, se define {\displaystyle \beta (\alpha )=\infty } y {\displaystyle \alpha } se llama número super Liouville .
Si un número real {\displaystyle \alpha } se da por su fracción continua simple {\displaystyle \alpha =[a_{0};a_{1},a_{2},...]} con convergentes {\displaystyle p_{i}/q_{i}}, la base de irracionalidad es:
{\displaystyle \beta (\alpha )=\limsup _{n\to \infty }{\frac {\ln q_{n+1}}{q_{n}}}=\limsup _{n\to \infty }{\frac {\ln a_{n+1}}{q_{n}}}} .
Ejemplos :
Cualquier número real {\displaystyle \alpha } con exponente de irracionalidad finito {\displaystyle \mu (\alpha )<\infty } tiene base de irracionalidad {\displaystyle \beta (\alpha )=1}, mientras que cualquier número con base de irracionalidad {\displaystyle \beta (\alpha )>1} tiene exponente de irracionalidad {\displaystyle \mu (\alpha )=\infty } y es un número de Liouville.
El número {\displaystyle L=[1;2,2^{2},2^{2^{2}},...]} tiene exponente de irracionalidad {\displaystyle \mu (L)=\infty } y base de irracionalidad {\displaystyle \beta (L)=1} .
Los números {\displaystyle \tau _{a}=\sum _{n=0}^{\infty }{\frac {1}{^{n}a}}=1+{\frac {1}{a}}+{\frac {1}{a^{a}}}+{\frac {1}{a^{a^{a}}}}+{\frac {1}{a^{a^{a^{a}}}}}+...}  tienen base de irracionalidad {\displaystyle \beta (\tau _{a})=a}. (véase: tetración)
El número {\displaystyle S=1+{\frac {1}{2^{1}}}+{\frac {1}{4^{2^{1}}}}+{\frac {1}{8^{4^{2^{1}}}}}+{\frac {1}{16^{8^{4^{2^{1}}}}}}+{\frac {1}{32^{16^{8^{4^{2^{1}}}}}}}+\ldots } tiene base de irracionalidad {\displaystyle \beta (S)=\infty }, por lo tanto es un número super-Liouville.